# Megalomus atomarius
Megalomus atomarius är en insektsart som beskrevs av Navás 1936. Megalomus atomarius ingår i släktet Megalomus och familjen florsländor. Inga underarter finns listade i Catalogue of Life.